# Sacatepéquez
Sacatepéquez – jeden z 22 departamentów Gwatemali, położony w południowo środkowej części kraju. Stolicą departamentu jest miasto Antigua Guatemala. Departament graniczy na zachodzie i północy z departamentem Chimaltenango, na północy i na wschodzie z departamentem Gwatemala, natomiast na południu z departamentem Escuintla.
Jest zdecydowanie najmniejszym pod względem wielkości departamentem Gwatemali, choć pod względem liczby mieszkańców mniejsze są jeszcze trzy inne departamenty. Najważniejszymi miastami w departamencie oprócz stołecznego są Ciudad Vieja, Alotenango, Santiago Sacatepéquez, Sumpango i Jocotenango. Departament na północy wznosi się, lecz jednak w porównaniu do większości departamentów środkowej Gwatemali jest stosunkowo płaski i nisko położony a średnie wyniesienie nad poziom morza wynosi 1530 m. Klimat jest umiarkowany do gorącego, z niewielkimi amplitudami dobowymi i minimalną temperaturą 13 °C.

## Podział departamentu
W skład departamentu wchodzi 16 gmin (municipios).

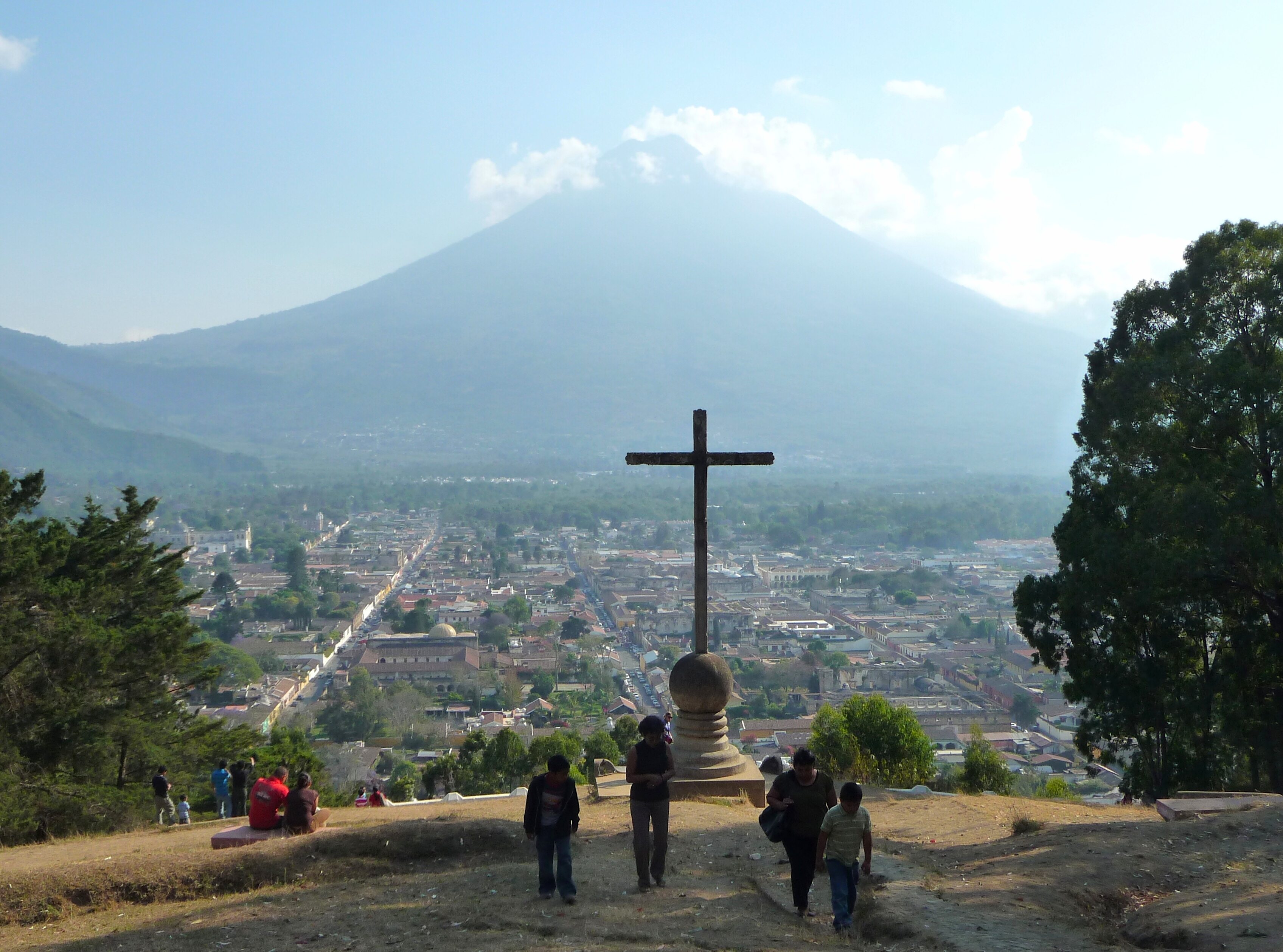
Widok na wulkan Agua

1. Alotenango
2. Antigua Guatemala
3. Ciudad Vieja
4. Jocotenango
5. Magdalena Milpas Altas
6. Pastores
7. San Antonio Aguas Calientes
8. San Bartolomé Milpas Altas
9. San Lucas Sacatepéquez
10. San Miguel Dueñas
11. Santiago Sacatepéquez
12. Santa Catarina Barahona
13. Santa Lucía Milpas Altas
14. Santa María de Jesús
15. Santo Domingo Xenacoj
16. Sumpango